# Wanda Landowska

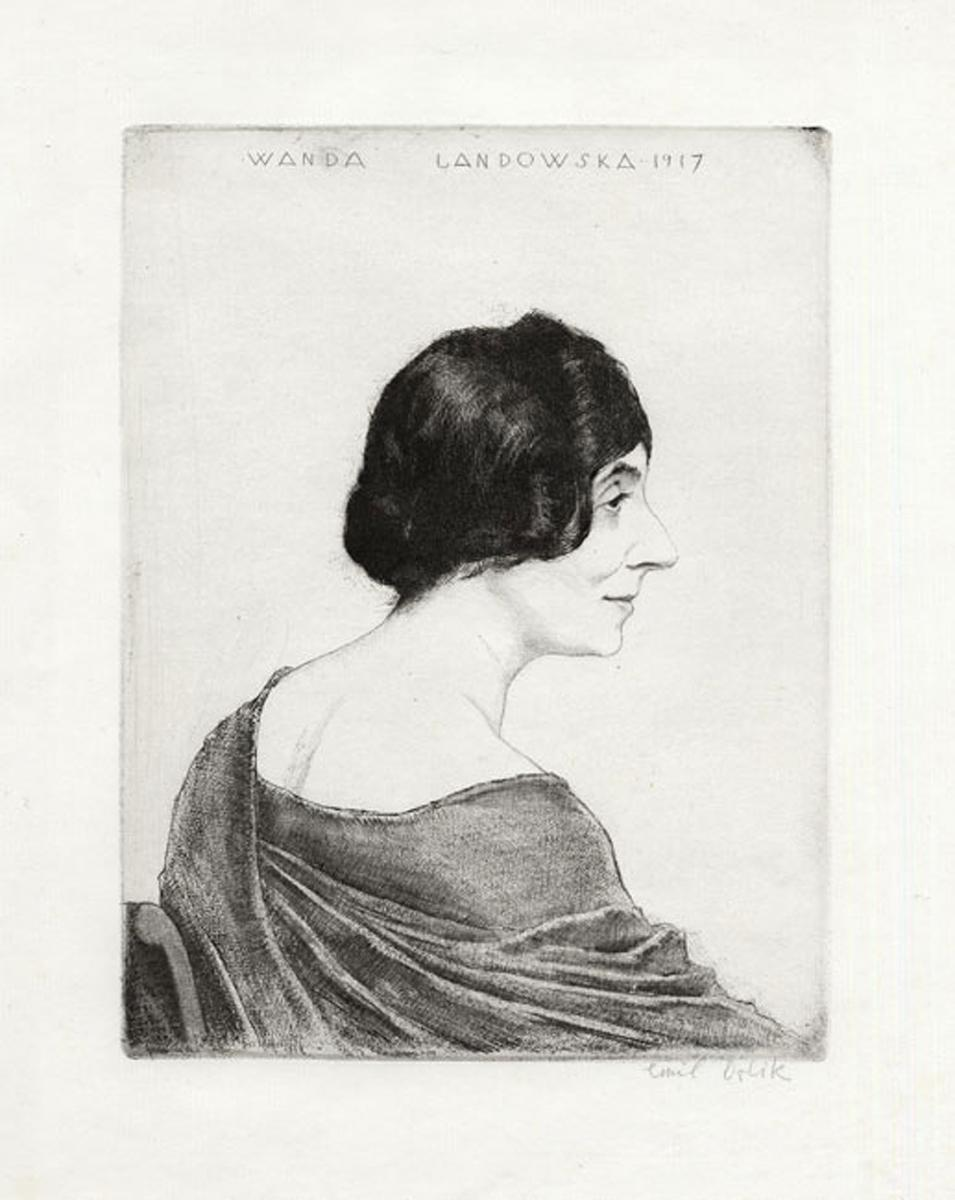
Wanda Landowska, porträtiert von Emil Orlík, 1917

Wanda Aleksandra Landowska (* 5. Juli 1879 in Warschau, Russisches Kaiserreich; † 16. August 1959 in Lakeville, Connecticut) war eine polnisch-französische Cembalistin und Pianistin. Sie „gehört zu den Pionierinnen der Alte-Musik-Bewegung.“

## Leben und künstlerische Laufbahn
Wanda Landowska entstammte einem kunstinteressierten Elternhaus: Ihr Vater war Anwalt und Laienmusiker in Warschau; ihre Mutter sprach sechs Sprachen, übersetzte erstmals Mark Twain ins Polnische und gründete die erste Berlitz-Sprachschule in Warschau.
Bereits im Alter von vier Jahren begann Wanda Landowska mit dem Klavierspiel; ihr erster Lehrer war Jan Kleczyński. Sie setzte ihre Ausbildung bei Aleksander Michałowski am Warschauer Konservatorium fort, wo sie mit vierzehn Jahren ihre Ausbildung abschloss. Im Alter von 17 Jahren ging sie nach Berlin und studierte Klavier bei Moritz Moszkowski sowie Komposition bei Heinrich Urban. Dort traf sie Henri Lew, den sie heiratete, nachdem sie im Jahr 1900 nach Paris als Lehrerin an die Schola Cantorum gegangen war. Lew ermutigte sie, sich intensiv mit Alter Musik aus dem 17. und 18. Jahrhundert zu befassen. Damit wuchs auch ihr Interesse am Cembalospiel.
Seit 1903 trat sie als Cembalistin auf. Obwohl sie weiterhin auch mit dem Klavier konzertierte, wurde ihr Name mehr und mehr mit dem Cembalo verbunden. Als Cembalistin gastierte sie in ganz Europa; 1907 und 1909 auch in Russland, wo sie u. a. für Leo Tolstoi spielte.
Von 1913 bis 1919 unterrichtete sie an der Berliner Hochschule für Musik. Den Ersten Weltkrieg verbrachten sie und ihr Ehemann in Berlin; da sie beide mittlerweile französische Staatsbürger waren, allerdings formell als Gefangene auf Bewährung.
Nach einem kurzen Zwischenspiel in Basel – ihr Ehemann war 1919 bei einem Verkehrsunfall gestorben – lehrte Wanda Landowska 1920 in Paris an der Sorbonne und der École normale de musique de Paris. 1923 machte sie erste Schallplattenaufnahmen, nachdem sie bereits 1905 acht Klavierstücke für das Reproduktionsklavier Welte-Mignon im Aufnahmestudio von M. Welte & Söhne aufgenommen hatte. 1925 gründete sie in Saint-Leu-la-Forêt die Schule „École de Musique Ancienne“, wo sie jährlich Sommerkurse abhielt und Konzerte veranstaltete. Sie unterrichtete u. a. Alice Ehlers, Eta Harich-Schneider, Ralph Kirkpatrick und Rafael Puyana. Von 1925 bis 1928 lehrte sie am Curtis Institute of Music in Philadelphia (USA).
Wegen ihrer jüdischen Abstammung flüchtete Landowska zusammen mit ihrer Schülerin und Gefährtin Denise Restout, die sie 1933 kennengelernt hatte, im Juni 1940 vor der deutschen Wehrmacht in den unbesetzten Teil Frankreichs. Sie musste ihre umfangreiche Musikbibliothek, wertvolle Handschriften sowie ihre berühmte Sammlung von Musikinstrumenten in Paris zurücklassen. Am 20. September 1940 beschlagnahmte Herbert Gerigk vom „Sonderstab Musik“ im Einsatzstab Reichsleiter Rosenberg für die besetzten Gebiete (ERR) ihr Eigentum und ließ die Instrumente in 54 Spezialkisten verpackt nach Berlin schaffen. Offiziellen Protesten gegen den Kunstraub aus französischem Kulturbesitz widersprach man mit dem Argument, Landowska sei keine Französin, sondern eine Jüdin mit polnischem Pass.
Wanda Landowska und Denise Restout konnten ein Visum für die USA bekommen und schifften sich im November 1941 an Bord der Exeter der American Export Lines in Lissabon nach New York ein. 1947 fanden sie in Lakeville ein neues Domizil, wo Wanda Landowska nach 1950 auch wieder unterrichtete. Im Alter von 75 Jahren gab sie in New York ihr Abschiedskonzert. Denise Restout wurde zur Herausgeberin und Übersetzerin ihrer Schriften zur Alten Musik, die 1964 posthum veröffentlicht wurden.
Große Teile ihrer Sammlung gelten als verschollen und im Bombenkrieg zerstört. Verschiedene Instrumente tauchten später bei Auktionen in Belgien, Kanada und Australien auf. Eine Entschädigungszahlung erhielt Wanda Landowska nicht.

## Musikgeschichtliche Bedeutung
Wanda Landowska spielte seit 1903 auf einem modernisierten Cembalo der französischen Pianoforte-Fabrik Pleyel, das die Kielmechanik mit Elementen des modernen Konzertflügels verband und mit dem sie zunächst in Fachkreisen reüssierte. „Wer einmal Frau Wanda Landowska das Italienische Konzert auf dem wundervollen Pleyelschen Klavecin, das ihr Musikzimmer ziert, hat spielen hören, dem will es fast nicht mehr in den Sinn, daß man es auch auf einem modernen Flügel wiedergeben könne.“ (Albert Schweitzer, 1908) Weite Verbreitung fanden sie und ihr Cembalo-Spiel, als sie im Jahre 1912 mit einem nach ihren Wünschen von Pleyel gebauten neuen Cembalo-Modell auftrat. Dieser Typ besaß eine um ein 16'-Register erweiterte Disposition, wie Landowska sie bei einem historischen Original von Hieronymus Hass im Brüsseler Museum kennengelernt hatte, zudem als fünftes Register einen nasalen 8' im zweiten Manual. Landowska motivierte Komponisten, für diesen neuen Cembalo-Typus zu schreiben. Manuel de Falla widmete ihr 1926 ein Konzert für Cembalo und Orchester, 1927/1928 komponierte Francis Poulenc das Concert champêtre pour clavecin et orchestre FP.049. Das „Landowska-Modell“ ging in Serie und wurde zum Vorbild für Cembalo-Neukonstruktionen vieler anderer Hersteller im 20. Jahrhundert, bis sich ein halbes Jahrhundert später der möglichst getreue Nachbau historischer Originale bei Interpreten und Instrumentenbauern durchsetzte.
Landowska trat bis in die 1950er Jahre hinein regelmäßig auf und wurde eine der bedeutendsten Cembalospielerinnen in der ersten Hälfte des 20. Jahrhunderts. Sie war maßgeblich für die Wiederentdeckung dieses Instruments und zugleich auch für einen wissenschaftlichen Ansatz zur Aufführungspraxis der Musik des 17. und 18. Jahrhunderts. Die Musikerin machte sich in herausragender Weise um die Wiederentdeckung der Kielinstrumente verdient und gab damit auch einen wichtigen Impuls für die historische Aufführungspraxis.
Dies gilt auch für die Wiederentdeckung der Bach’schen Goldberg-Variationen, die bis dahin kaum zu hören waren. Claudio Arrau und Wilhelm Backhaus hatten sie in den 1930er Jahren aufgeführt, aber es war im Mai 1933 Wanda Landowska, die sie zuerst auf dem Cembalo wieder aufführte und im Oktober 1933 die allererste Einspielung des Werks überhaupt vorlegte. Diese erwies sich als sehr einflussreich, da kaum jemand damals die Variationen kannte – schon gar nicht gespielt auf einem Cembalo. Als sie 1945 für RCA Victor die Goldberg-Variationen erneut aufnahm, bat Arrau darum, seine 1942 für denselben Verlag vorgenommene Einspielung nicht mehr zu veröffentlichen. Dies sei im Hinblick auf Landowskas Aufnahme nicht mehr richtig.
Durch Wanda Landowska wurde der bulgarisch-französische Pianist Alexis Weissenberg in seinen Bach-Interpretationen stark geprägt.

## Kompositionen
Ein ausführliches Werkverzeichnis findet sich in dem Artikel von Ingeborg Harer auf der Plattform Musik und Gender im Internet.
- Hebräisches Poem für Orchester
- Serenade für Streichinstrumente
- zahlreiche kleinere Werke für Klavier bzw. Cembalo
- Kadenzen zu den Klavierkonzerten von Mozart und Haydn
- Transkriptionen und Arrangements von Volksliedern

### Vor dem 26. Februar 1896 in Berlin
- Walzer in d-Moll
- Menuett in C-Dur
- Menuett in a-Moll
- Marsch in E-Dur
- Polka in d-Moll
- Gavotte in B-Dur
- Unter der Weide (Lied?)
- Am Friedhof (Lied?)[8]

## Ausstellungen
- 2009/10: Die Dame mit dem Cembalo – Wanda Landowska und die Alte Musik, Berliner Musikinstrumenten-Museum
- 2011: Erinnerungen an Wanda Landowska, Bachhaus Eisenach

## Dokumentation
- Barbara Attie (u. a.): Uncommon Visionary: A Documentary on the Life and Art of Wanda Landowska, 1997. DVD-Veröffentlichung: VAImusic 4246. (Enthält vier Videoaufnahmen von Wanda Landowska am Cembalo aus dem Jahr 1953.)

## Schriften
- Wanda Landowska und Henri Lew-Landowski: Musique Ancienne. Mercure de France, Paris 1909. (franz.)